# فرد دونكان
فرد دونكان (بالإنجليزية: Fred Duncan)‏ هو سياسي أسترالي، ولد في 24 مايو 1913، وتوفي في 19 أبريل 1986. انتخب عضو المجلس التشريعي نيو ساوث ويلز.